# President Grant
Die President Grant war ein nach Ulysses S. Grant benannter, 1907 in Dienst gestellter Transatlantik-Passagierdampfer der deutschen HAPAG-Reederei, der für den Passagier- und Postverkehr zwischen Hamburg und New York eingesetzt wurde. Nach sieben Dienstjahren auf dem Nordatlantik wurde das Schiff 1914 in New Jersey (USA) interniert und während des Ersten Weltkriegs unter der Kennung USS President Grant (ID-3014) als US-Truppentransporter verwendet. Nach dem Krieg blieb es unter dem Namen Republic einige Jahre bei der amerikanischen Reederei United States Lines, wurde im Zweiten Weltkrieg als USS Republic (AP-33) erneut als Truppentransporter genutzt und 1952 in Baltimore abgewrackt.

## Dienstzeit als HAPAG-Dampfer

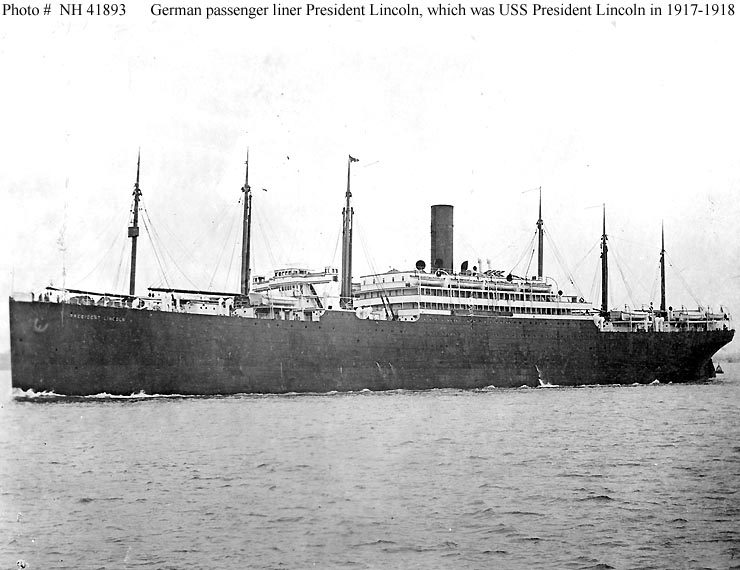
Das Schwesterschiff President Lincoln

Die President Grant hatte eine lange und wechselvolle Geschichte. Am 19. Dezember 1903 lief das 18.072 BRT große Dampfschiff bei der Werft Harland & Wolff im nordirischen Belfast vom Stapel. Es sollte unter dem Namen Servian für die britische Reederei Leyland Line mit Sitz in Liverpool in Dienst gestellt werden. Die seit 1873 existierende Leyland Line war 1901 vom Schifffahrtstrust International Mercantile Marine Company (IMMC) des einflussreichen US-amerikanischen Bankiers J. P. Morgan aufgekauft und 1904 in diesen eingegliedert worden. Der Leyland Line wurde die europäische Sparte der International Navigation Company zugesprochen, dafür musste sie ihren Mittelmeerdienst beenden.
Direkt im Anschluss an die Fusion mit der IMMC wurden bei Harland & Wolff zwei neue Schwesterschiffe für den Nordatlantikdienst in Auftrag gegeben, die mit über 18.000 BRT die bis dahin größten Schiffe der Leyland Line waren. Diese waren die Servian und die Scotian, die zwei Monate vor ihr vom Stapel lief. Die beiden Dampfer waren über 180 Meter lang und über 20 Meter breit. Sie hatten jeweils einen Schornstein, sechs Masten, zwei Propeller und wurden mit zwei Vierfachexpansions-Dampfmaschinen angetrieben, die sie auf bis zu 14 Knoten beschleunigen konnten. Sie waren die beiden einzigen Passagierschiffe mit sechs Masten, die je gebaut wurden. Die Servian war für 200 Passagiere der Ersten, 150 der Zweiten, 704 der Dritten und 2300 der Vierten Klasse ausgelegt.
Nach ihrem Stapellauf lagen die Servian und Scotian in unvollendetem Zustand drei Jahre lang ungenutzt im Musgrave Channel bei Belfast, da der geplante Nordatlantikservice der Wilson, Furness & Leyland Line nie zustande kam. 1906 wurden die beiden Dampfer schließlich von der HAPAG gekauft und in President Grant (ex Servian) und President Lincoln (ex Scotian) umbenannt. Es war zuerst geplant gewesen, die Servian Berlin zu nennen. Am 14. September 1907 konnte die President Grant zu ihrer Jungfernfahrt von Hamburg via Boulogne-sur-Mer und Southampton nach New York aufbrechen.

## US-Truppenschiff im und nach dem Ersten Weltkrieg

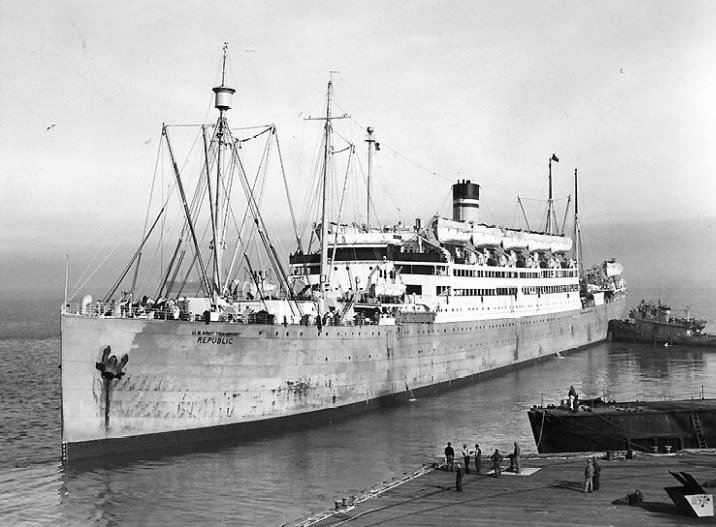
Als amerikanisches Truppenschiff Republic in San Francisco

Bei Ausbruch des Ersten Weltkriegs im Sommer 1914 wurde das Schiff in New York aufgelegt, da eine Rückkehr nach Deutschland unmöglich erschien. Seit dem 4. August 1914 lag die President Grant in Hoboken (New Jersey) und blieb fast drei Jahre lang im Dock. Als die Vereinigten Staaten von Amerika 1917 in den Krieg eintraten, wurde sie am 6. April 1917 von der US-Regierung beschlagnahmt und am 2. August 1917 mit der taktischen Kennung ID-3014 unter Commander J. P. Morton der United States Navy als Truppentransporter zur Verfügung gestellt.
Während ihrer Zeit als Truppenschiff führte die President Grant 16 Überfahrten von New York zu verschiedenen französischen Häfen durch und beförderte dabei insgesamt 77.129 Soldaten und Offiziere. Am 6. Oktober 1919 wurde das Schiff in den Dienst der United States Army überstellt. Von Januar bis November 1920 unternahm die President Grant unter der Bezeichnung USAT (United States Army Transport) Republic zwei Reisen zur Repatriierung der Tschechoslowakischen Legionen von Wladiwostok, wo diese gegen die Bolschewisten gekämpft hatten, über den Sueskanal nach Triest. Im März 1921 wurde der Dampfer dem United States Shipping Board übergeben, in President Buchanan umbenannt und aufgelegt.

## US-Passagierliner und Einsatz im Zweiten Weltkrieg
1923 wurde die President Buchanan reaktiviert und bei Newport News Shipbuilding in Newport News (Virginia) umfassend renoviert (unter anderem wurden zwei der sechs Masten abgenommen). Das Schiff wurde mit neuen Passagierunterkünften für 600 Reisende der Kabinenklasse und 600 der Dritten Klasse versehen. Durch die Umbauten verringerte sich der Rauminhalt geringfügig auf 17.910 BRT. Das Schiff ging 1924 an die United States Lines, die mehrere ehemalige deutsche Passagierschiffe als Kriegsreparationen erhielt. Erneut in Republic umbenannt, ging das Schiff am 29. April 1924 auf seine erste Reise für die United States Lines von New York über Plymouth und Cherbourg nach Bremen.
1926 wurden die Passagierklassen in Kabinenklasse, Touristenklasse und Dritte Klasse umgeändert. Am 17. Juli 1931 lief die Republic zu ihrer letzten zivilen Fahrt von Hamburg über Southampton und Cherbourg nach New York aus. Von 1932 bis 1941 diente sie erneut als US-Truppentransporter (Republic) und verkehrte zwischen San Francisco, Hawaii und Manila.
Am 22. Juli 1941 wurde sie mit der taktischen Kennung AP-33 von der US Navy übernommen und unter das Kommando von Commander G. Clark gestellt. Ihre Bewaffnung bestand aus einem 5-Inch- und vier 3-Inch-Geschützen. Die Republic wurde für Truppentransporte in den Pazifikraum von San Francisco nach Australien eingesetzt. Am 28. November 1941 erreichte sie Pearl Harbor und füllte dort ihre Vorräte auf. Am 6. Dezember legte sie wieder ab und erfuhr am Folgetag vom japanischen Angriff auf Pearl Harbor. Zwischen März und November 1942 brachte die USS Republic Truppen von San Francisco nach Honolulu auf Hawaii, wobei sie insgesamt sieben Überfahrten absolvierte.
In den Jahren 1943 und 1944 transportierte sie Truppen und Vorräte von Honolulu in den Südwestpazifik und lief dabei die Fidschi-Inseln, Samoa, Nouméa, Guadalcanal, Sydney, Funafuti und Hollandia an. Am 27. Januar 1945 wurde das Schiff in New Orleans aus dem Dienst der US-Streitkräfte entlassen und am 2. Februar 1945 aus dem Naval Vessel Register gestrichen. Die Republic wurde im Sommer 1945 in Mobile (Alabama) von der Waterman Steamship Corporation überholt und sollte der US Army künftig als Hospitalschiff dienen.
Im Februar 1946, als sich das Schiff gerade auf dem Weg zu seinem nächsten Einsatzort Manila befand, wurde diese Entscheidung zurückgenommen. Stattdessen wurde das Schiff genutzt, um im März 1946 Kriegsveteranen von Tacloban City und der Insel Leyte nach San Francisco zu bringen. Im Mai 1949 wurde die Republic aus dem Dienst des United States Army Transportation Corps (USATC) entlassen und der United States Maritime Commission überstellt. Sie wurde in Olympia im US-Bundesstaat Washington in der National Defense Reserve Fleet aufgelegt und am 11. März 1952 zum Abbruch an die Bethlehem Steel Company verkauft.